# Hippotion obanawae
Hippotion obanawae is een vlinder uit de familie van de pijlstaarten (Sphingidae). De wetenschappelijke naam van de soort is voor het eerst geldig gepubliceerd in 1908 door Shonen Matsumura.